# Matt Neal
Matt Neal, född 20 december 1966 i Birmingham, är en brittisk racerförare.
Neal kör i BTCC sedan i början av 1990-talet, då körde han i Team Dynamics, ett stall som ägs av hans pappa. Neal var också med i Storbritanniens lag som skulle vara med i Touring Car World Cup 1994 och 1995. Neals genombrott i BTCC kom i början av 2000-talet. 2001 körde Matt inte i BTCC, utan i ETCC och i V8 Supercar. I ETCC lyckades han vinna ett lopp, det allra sista på Circuito do Estoril.
2002 kom han tillbaka till BTCC och slutade på trea. 2003 slutade Neal också trea medan han 2004 slutade fyra. 2005 lyckades han vinna BTCC före fransmannen Yvan Muller och britten Dan Eaves. 2005 blev det sex stycken segrar under säsongen med stallet Team Halfords, och han blev mästare, vilket han även upprepade 2006. Efter en ojämn säsong 2007 gick Neal till VX Racing och Vauxhall inför 2008. Säsongen gav bara en seger och ingen hög mästerskapsplacering, men han inledde säsongen 2009 strålande, och ledde mästerskapet efter nästan halva säsongen körd. 